# Надольний Іван Федотович
Іван Федотович Надольний (*15 листопада 1936 - 7 грудня 2022) — український учений-філософ і соціолог. Доктор філософських наук, професор. Академік АН ВШ України з 1995 р.

## Біографічні дані
Народився в с. Ступник Хмільницького району Вінницької обл.
Закінчив Бердичівське педучилище (1955), історико-філософський факультет (філософський відділ) КДУ ім. Т. Шевченка (1960) й аспірантуру (1965). Захистив кандидатську (1965) та докторську (1972) дисертації.
У 1972—1975 рр. — заступник міністра освіти УРСР, на партійній роботі. Професор філософського факультету (з 1977 р.), завідувач кафедри філософії гуманітарних наук (1978—1996), декан філософського факультету КДУ ім. Т. Шевченка (1977—1987), декан заочного факультету Національної академії державного управління при Президенті України (1998—2002).

## Наукова діяльність
Автор 285 наукових праць з проблем філософії, соціології, етики, політології, теорії культури, державного управління. За його редакцією в 1997 р. опубліковано навчальний посібник «Філософія» (для студентів і аспірантів), який неодноразово перевидавався.
Підготував 60 кандидатів і 5 докторів наук.
Був членом редколегій журналів «Философские науки», «Філософська думка», «Наука і суспільство» (1980—1986); відповідальним редактором «Вісника Київського університету. Питання філософських наук» (1978—1990); членом редколегії міжвідомчого наукового збірника «Проблеми філософії» (1969—1990); головою Київського обласного бюро Філософського товариства України (1980—1986); членом комісії України в справах ЮНЕСКО (1972—1974), Українського комітету захисту миру (1973—1975); членом Комітету з присудження державних премій в галузі науки і техніки (1972—1975); членом президії Республіканського товариства «Знання» (1973—1986). Очолював спеціалізовані вчені ради із захисту докторських і кандидатських дисертацій.

## Науково-педагогічна діяльність
Читає лекції з філософії у вищих навчальних закладах м. Києва, друкує у пресі публікації з питань філософії, соціології, культурології та державного управління.
Академік Української академії політичних наук (1994).

## Нагороди і звання
Заслужений працівник освіти України (2000). Лауреат премії ім. М. Островського (1968). Нагороджений орденом «Знак пошани» (1984), Почесною грамотою Президії Верховної Ради УРСР (1968), медаллю К. Ушинського (2006), знаком «Петро Могила» (2005), відзнакою Вченої ради КНУ ім. Тараса Шевченка (2009). Лауреат нагороди Ярослава Мудрого АН ВШ України (2001).